# خط الترسيم
خط الترسيم السياسي هو حدود جيوسياسية، يتم الاتفاق عليها في كثير من الأحيان كجزء من هدنة أو وقف إطلاق النار.

## أفريقيا
- الجدار المغربي، يفصل الجزء الذي يسيطر عليه المغرب من الصحراء الغربية عن الجزء الذي يسيطر عليه الصحراويون

## الأمريكتان
- كان خط الترسيم عبارة عن خط مرسوم على طول خط الطول في المحيط الأطلسي كجزء من معاهدة تورديسيلاس في عام 1494 لتقسيم الأراضي الجديدة التي تطالب بها البرتغال عن تلك الخاصة بإسبانيا. تم رسم هذا الخط في عام 1493 بعد عودة كريستوفر كولومبوس من رحلته الأولى إلى الأمريكتين.
- خط ماسون ديكسون هو خط ترسيم الحدود بين أربع ولايات أمريكية، ويشكل جزءًا من حدود بنسلفانيا وماريلاند وديلاوير وفيرجينيا الغربية (التي كانت جزءًا من فرجينيا آنذاك). تم ترسيمه بين 1763 و1767 من قبل تشارلز ميسون وجيرميا ديكسون في حل النزاع الحدودي بين المستعمرات البريطانية في أمريكا.

## آسيا

### الشرق الأوسط
- الخط الأزرق هو ترسيم للحدود بين لبنان وإسرائيل نشرته الأمم المتحدة في 7 حزيران / يونيو 2001 بهدف تحديد ما إذا كانت إسرائيل قد انسحبت بالكامل من لبنان.
- يستخدم مصطلح الخط الأخضر للإشارة إلى خطوط الهدنة لعام 1949 التي تم إنشاؤها بين إسرائيل وجيرانها (مصر والأردن ولبنان وسوريا) بعد الحرب العربية الإسرائيلية عام 1948.
- كان الخط البنفسجي هو خط وقف إطلاق النار بين إسرائيل وسوريا بعد حرب الأيام الستة عام 1967.
- يشير الخط الأخضر (لبنان) إلى خط ترسيم في بيروت، لبنان خلال الحرب الأهلية اللبنانية من 1975 إلى 1990. فصل الفصائل المسلمة في بيروت الغربية عن شرق بيروت ذات الغالبية المسيحية التي تسيطر عليها الجبهة اللبنانية.

### جنوب وشرق آسيا
- خط مكماهون هو خط يفصل بين الصين والهند، وقد تم رسمه على خريطة ملحقة باتفاقية سيملا، وهي معاهدة تم التفاوض عليها بين الإمبراطورية البريطانية والصين والتبت في عام 1914.
- خط ترسيم الحدود العسكرية، الذي يشار إليه أحيانًا باسم خط الهدنة، هو الحدود بين كوريا الشمالية وكوريا الجنوبية. تم إنشاء خط ترسيم الحدود العسكرية بموجب اتفاقية الهدنة الكورية كخط بين الكوريتين في نهاية الحرب الكورية في عام 1953.
- خط الحدود الشمالي هو خط ترسيم بحري متنازع عليه في البحر الأصفر بين كوريا الشمالية وكوريا الجنوبية.
- خط رادكليف المعلن في 17 أغسطس 1947 هو الخط الفاصل بين الهند وباكستان في فترة تقسيم الهند.
- خط السيطرة الفعلية الذي أنشأته الهند وجمهورية الصين الشعبية بين أكساي تشين ولداخ بعد الحرب الصينية الهندية عام 1962.
- خط السيطرة الذي وضعته الهند وباكستان على منطقة كشمير المتنازع عليها.
- خط الشرطات التسع هو خط ترسيم بحري متنازع عليه في بحر الصين الجنوبي بين الصين وفيتنام والفلبين وتايوان وماليزيا تطالب به جمهورية الصين الشعبية وجمهورية الصين.

## أوروبا

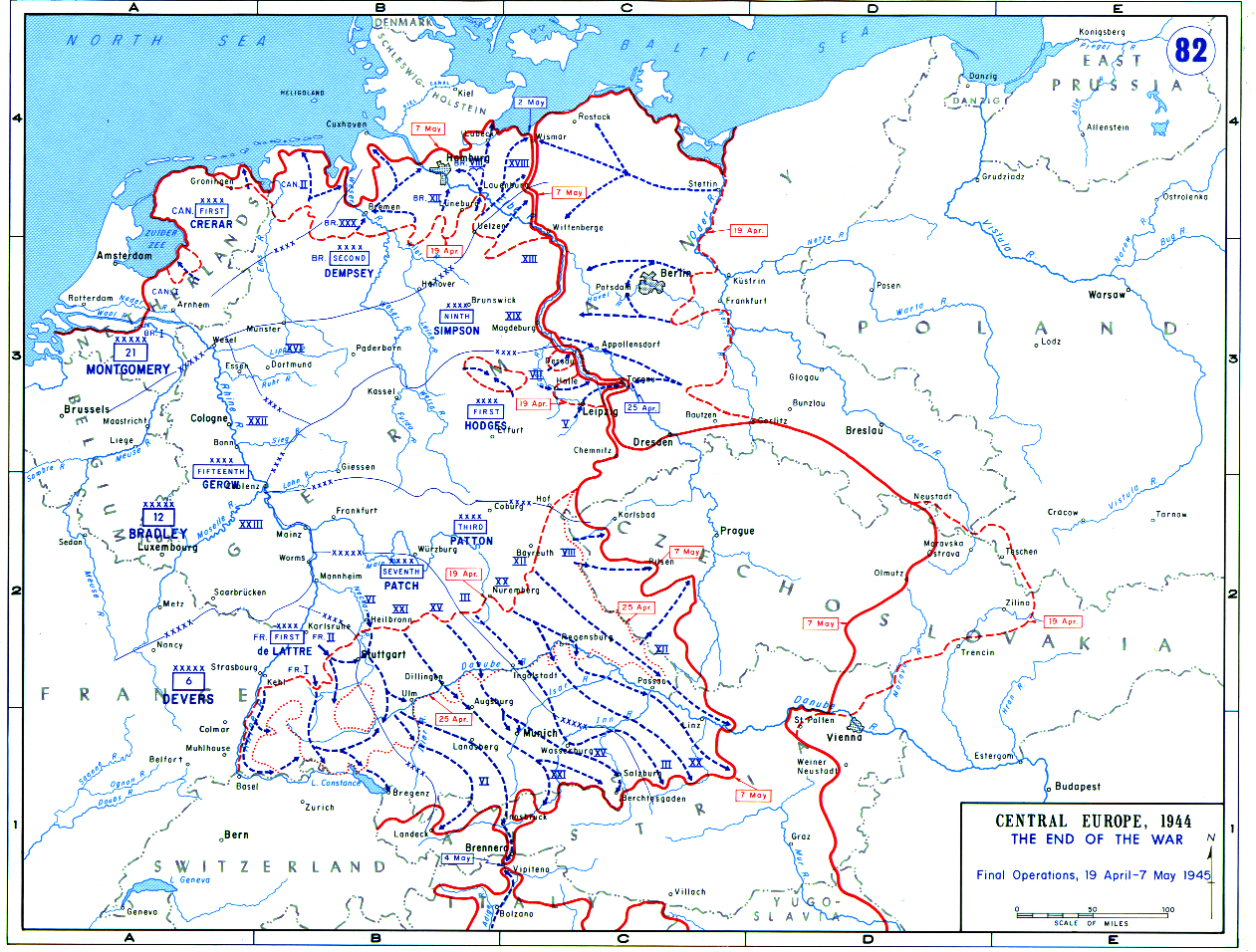
خط الاتصال، المواقع النهائية لجيوش الحلفاء الغربية والسوفياتية، 8 مايو 1945.

- كان خط كرزون خط ترسيم تم اقتراحه في عام 1920 من قبل وزير الخارجية البريطاني اللورد كرزون كخط هدنة محتمل بين بولندا إلى الغرب والجمهوريات السوفيتية إلى الشرق خلال الحرب البولندية السوفيتية 1919-1921. تتبع حدود بولندا وبيلاروسيا وبولندا وأوكرانيا الحديثة في الغالب خط كرزون
- كان خط فوش عبارة عن خط ترسيم مؤقت بين بولندا وليتوانيا اقترحه الحلفاء في أعقاب الحرب العالمية الأولى
- خط ترسيم الحدود في فرنسا الفيشية التي فرضتها ألمانيا النازية من عام 1940 إلى عام 1942، مع المنطقة التي تحتلها ألمانيا في الشمال والمنطقة الحرة في الجنوب.
- كان خط الاتصال خطًا فاصلًا بين القوات السوفيتية والأمريكية، وكان يمثل أكبر تقدم للجيوش الكندية والأمريكية والبريطانية والسوفياتية في الأراضي التي تسيطر عليها ألمانيا في نهاية الحرب العالمية الثانية في أوروبا.
- خط الحدود البوسني بين الكيانات هو حد عرقي إداري تم إنشاؤه بموجب اتفاقية دايتون التي أعقبت نهاية حرب البوسنة.